# Uber Eats
Uber Eats — це американська платформа онлайн-замовлення та доставки їжі, заснована Uber у 2014 році та базується в Сан-Франциско, штат Каліфорнія.

## Історія

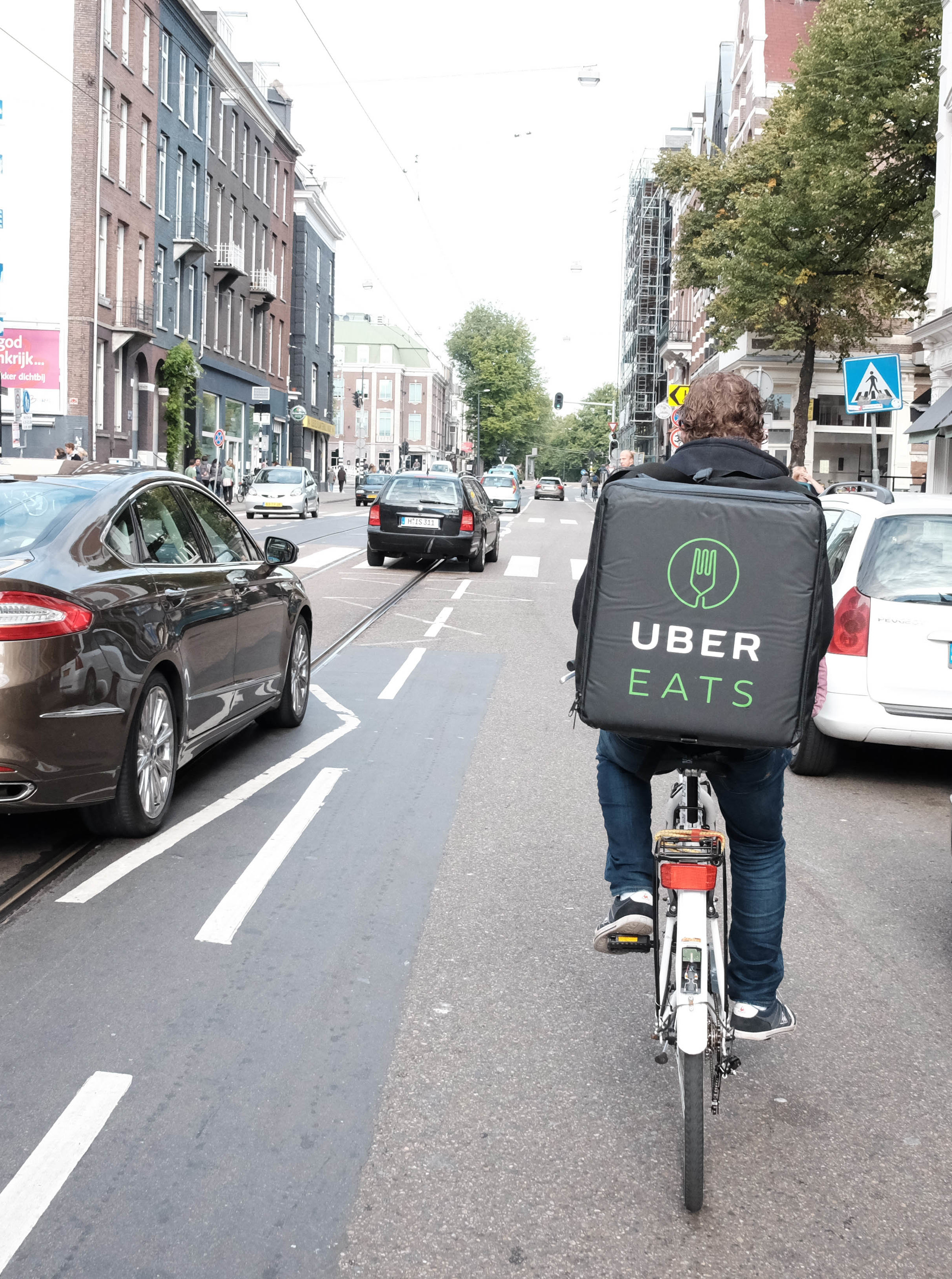
Uber Eats месенджер в Амстердамі, Нідерланди

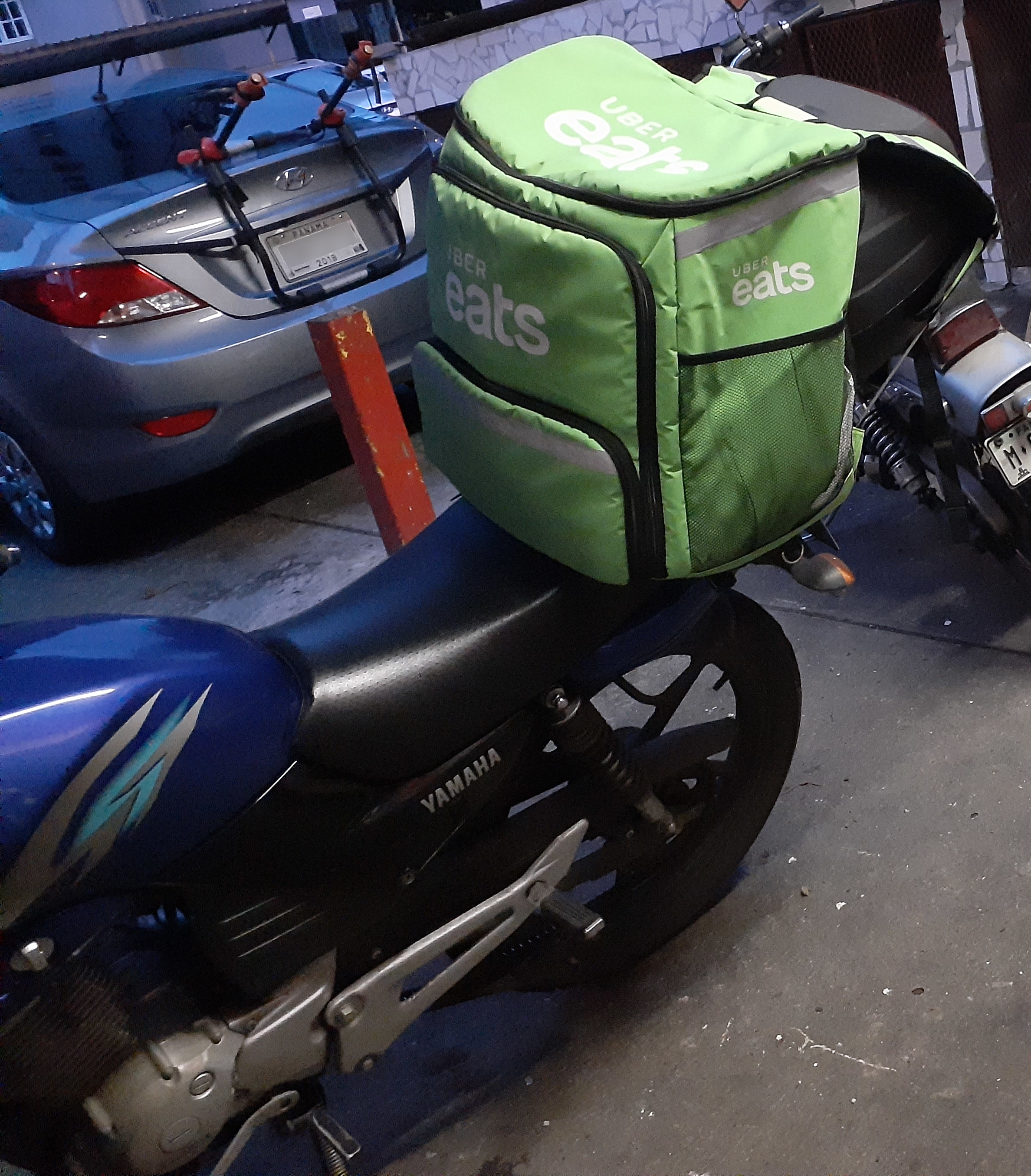
Uber Eats сумка для мотоциклів у місті Панама

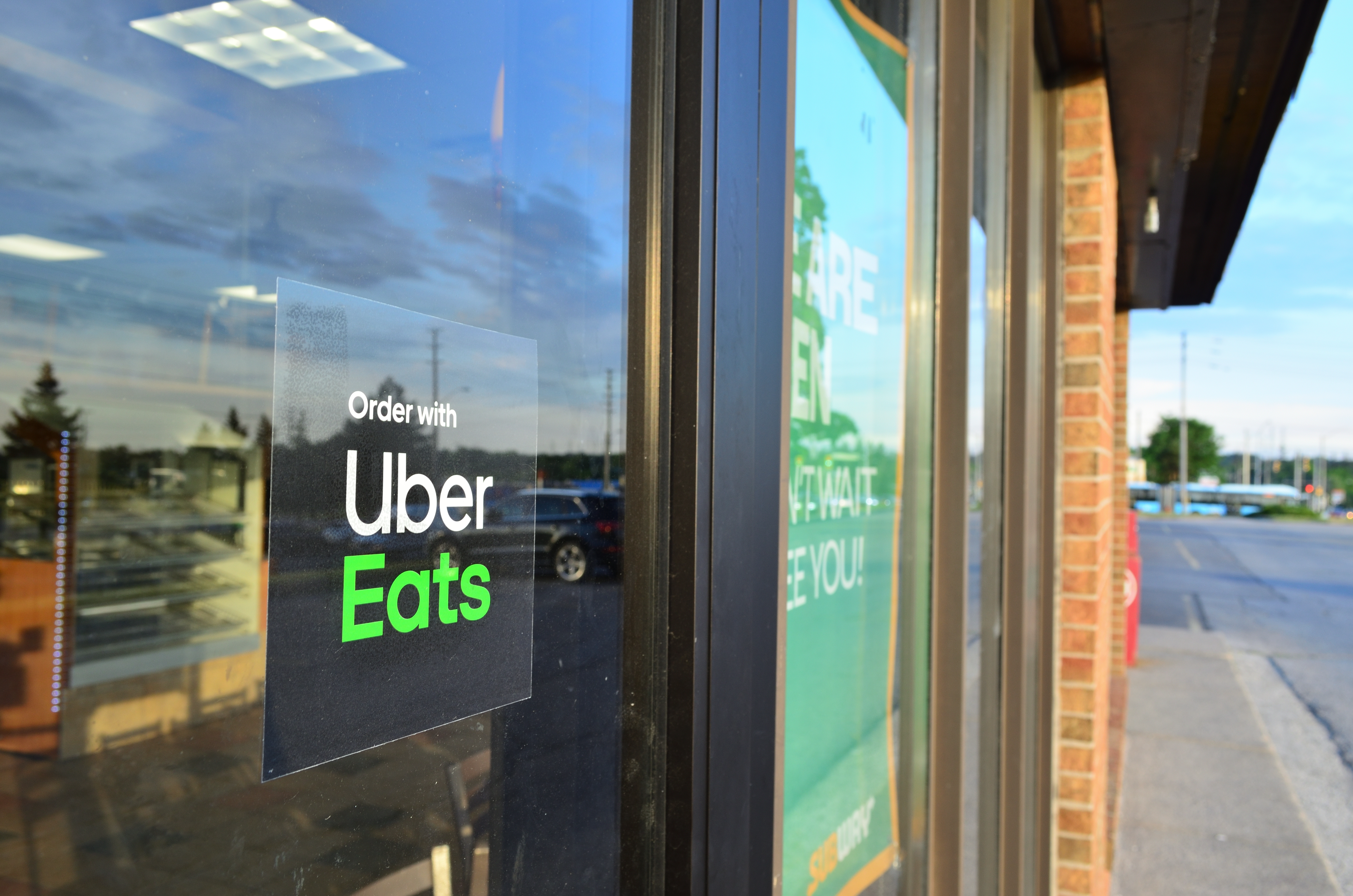
Uber Eats знак у ресторані метро

Материнська компанія Uber Eats була заснована в 2009 році Гарретом Кемпом і Тревісом Каланіком. Компанія розпочала доставку їжі в серпні 2014 року, запустивши послугу UberFRESH у Санта-Моніці, штат Каліфорнія. У 2015 році платформа була перейменована на UberEATS а програмне забезпечення для замовлення було випущено як власний додаток, окремо від додатка для поїздок Uber. Його діяльність в Лондоні була відкрита в 2016 році.
У серпні 2018 року Uber Eats змінив свою фіксовану плату за доставку в розмірі 4,99 доларів на ставку, яка визначається відстанями. Плата складає від мінімум 2 доларів до 8 доларів. У Великій Британії та Ірландії вартість доставки базується на вартості замовлення. У лютому 2019 року Uber Eats оголосив, що зменшить свою винагороду з 35 відсотків вартості замовлення до 30 відсотків. В рамках своєї експансії на зовнішні ринки компанія оголосила про намір відкрити віртуальні ресторани у Великій Британії. Іноді їх називають віртуальними ресторанами або віртуальними кухнями, це кухні ресторанів, у яких працює персонал для приготування та доставки їжі, або для існуючих цегляних ресторанів, які бажають перенести свої операції доставки за межі місця, або для ресторанів, що мають лише доставку, без вхідної кімнати чи їдальні обслуговування.
У листопаді 2018 року компанія оголосила про плани потроїти робочу силу на європейських ринках. Станом на листопад 2018 року компанія повідомляла про доставку їжі в 200 міст у 20 країнах на ринках ЄМЕА.
У 2019 році Uber Eats заявив, що буде доставляти їжу клієнтам безпілотниками з Північної півкулі влітку 2019 року і співпрацював з Apple щодо випуску картки Apple. У липні компанія Uber Eats почала пропонувати вечерю в деяких містах, що дозволяло клієнтам заздалегідь замовляти їжу, а потім їсти в ресторан.
У вересні 2019 року Uber Eats заявила, що покине ринок Південної Кореї, а Reuters пояснює це величиною конкуренції для корейських компаній з доставки їжі. У жовтні компанія запустила можливість пікапу. 15 жовтня 2019 року компанія заявила, що буде доставляти фаст-фуд Burger King по всій території Сполучених Штатів.
21 січня 2020 року Zomato заявив, що придбає всі акції Uber Eats в Індії. В рамках угоди Uber володів би 10 % акцій Zomato, і Zomato отримав би всіх користувачів Uber Eats в Індії. На момент угоди Zomato оцінювався приблизно в 3,55 млрд доларів.
28 січня 2020 року повідомлялося, що Uber Eats більше не має ексклюзивних прав на доставку McDonald's у Великій Британії, оскільки компанія швидкого харчування співпрацює з британською компанією з доставки їжі Just Eat. Компанія вже втратила свої ексклюзивні права на доставку в McDonald's у США роком раніше.
У березні 2020 року, під час пандемії COVID-19, Uber Eats збільшив кількість нових клієнтів на 30 %.
4 травня 2020 року Uber Eats оголосив, що виїжджає з Об'єднаних Арабських Еміратів і що зараз послуга буде здійснюватися через прокат автомобіля, що зараз базується в Дубаї, для найманої компанії Careem. У тому ж звіті зазначається, що вони також виїжджають із Саудівської Аравії та Єгипту.
До середини 2020 року, в середині пандемії коронавірусу, де попит на послуги доставки їжі з ресторанів та на винос піднявся, для Uber Eats стало ще гірше, який оголосив про плани відпустити близько 20 % своєї робочої сили, приблизно 5400 ролей. Номінальними міркуваннями компанії щодо необхідності скорочення є те, що коронавірус супроводжуватиметься економічним спадом, який може призвести до замовлень.

## Операція
Користувачі можуть читати меню, огляди та рейтинги, замовляти та оплачувати їжу у ресторанах-учасниках за допомогою програми на платформах iOS або Android або через веббраузер. Користувачі також можуть давати чайові для доставки. Оплата стягується з картки, що зберігається в Uber. Їжа доставляється кур'єрами на автомобілях, скутерах, велосипедах або пішки.

## Суперечки та критика
Під час пандемії COVID-19 компанія Uber Eats зазнала критики за стягнення комісії з ресторанів швидкого харчування від 30 % до 35 %.

### Рейтинги та огляди
Станом на 2020 рік рейтинг Uber Eats у BBB становить «NR» або «No Rating».

### Твердження про монопольну поведінку
У квітні 2020 року група жителів Нью-Йорка подали в суд на Uber Eats разом з DoorDash, GrubHub, Postmates, звинувачуючи їх у використанні своєї ринкової влади монополістичного лише лістинг ресторанів на своїх додатках, якщо власники ресторану уклали контракти, які включають положення, що вимагають щоб ціни бути однаковими для клієнтів, що вечеряють, і для клієнтів, які отримують доставку. Позивачі заявляють, що ця домовленість збільшує витрати на замовлення їжі, оскільки вони зобов'язані субсидувати вартість доставки; і що додатки стягують «непомірні» збори, які становлять від 13 % до 40 % доходу, тоді як середній прибуток ресторану становить від 3 % до 9 % доходу. Позов вимагає потрійних збитків, у тому числі за надмірні витрати, з 14 квітня 2016 р. Для клієнтів, що вечеряють та доставляють у Сполучених Штатах в ресторанах, що використовують програми доставки відповідачів. Справа подана до федерального окружного суду США, південного округу Нью-Йорка, як Давіташвілі проти GrubHub Inc., 20-cv-3000. Хоча низка попередніх документів у справі зараз подана, дата судового розгляду ще не призначена.

## Всі країни
- Аргентина
- Австралія
- Бельгія
- Бразилія
- Канада
- Чилі
- Колумбія
- Коста-Рика
- Домініканська Республіка
- Еквадор
- Сальвадор
- Франція
- Гватемала
- Гонконг
- Ірландія
- Італія
- Індія
- Японія
- Кенія
- Мексика
- Нідерланди
- Нова Зеландія
- Панама
- Польща
- Португалія
- Реюньйон
- ПАР
- Іспанія
- Шрі-Ланка
- Швеція
- Швейцарія
- Тайвань
- Велика Британія
- США
- Венесуела